# Mikaela Laurén
Mikaela Destiny Laurén, född 20 januari 1976 i Enskede i Stockholm, är en  svensk proffsboxare och före detta simmare.

## Biografi

### Bakgrund och simning
Mikaela Laurén växte upp i Enskede i södra Stockholm. Hon började att simma redan som treåring, tävla som sexåring och tränade med Stockholmspolisens idrottsförening. Som 18-åring flyttade hon till USA efter att ha blivit rekryterad av University of Nebraska–Lincoln. År 2001 återvände Laurén till Sverige och fortsatte sin satsning mot Olympiska sommarspelen 2004 i Aten.
Laurén slutade med simning år 2004 vid 28 års ålder efter att ha försökt kvala in till OS fyra gånger. Hon hade då tagit 16 individuella SM-guld och satt tre svenska rekord.

### Dopningsbrott
I mars 2005 greps Mikaela Laurén för att ha förvarat anabola steroider i sin lägenhet. Hon dömdes till fängelse i ett år och två månader för dopningsbrott och vapenbrott. Straffet avtjänades till maj 2006.
Under fängelsevistelsen studerade Laurén näringslära och träningslära vid Mittuniversitetet i Östersund. Hon fortsatte även med fysträning och åtog sig att leda träningen för de intagna kvinnorna på anstalten.
Efter frigivningen utbildade sig Laurén till personlig tränare. Hon återvände till USA, den här gången för att arbeta som personlig tränare i Santa Monica och inleda en satsning på att bli proffsboxare.

### Proffsboxare

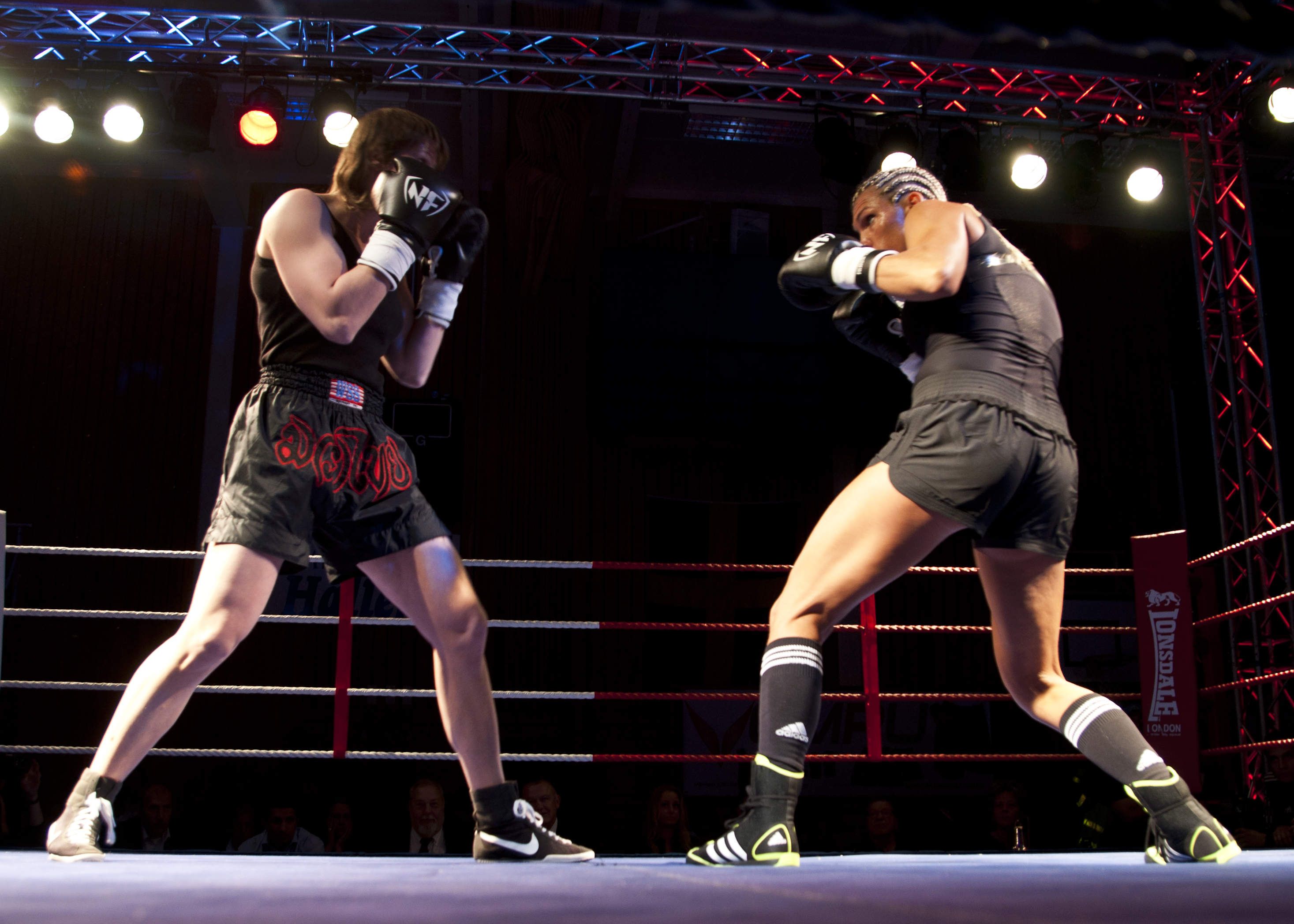
Victoria Demidova och Mikaela Laurén (t.h.) i match på en gala i Örebro 28 maj 2010.

Mikaela Laurén gjorde sin debut inom proffsboxning 4 april 2009. Hon har gått 36 proffsmatcher av vilka hon vunnit 31.
Laurén vann World Professional Boxing Federations världsmästarbälte i damernas weltervikt den 24 september 2010, då hon slog den 40-åriga Jill Emery på poäng i Karlstad. Efter vinsten i Karlstad fick Mikaela Laurén gå en match i Rostock den 30 oktober 2010 mot Cecilia Brækhus, som slutade med att hon förlorade på teknisk knock-out i sjunde ronden.
Genom att besegra amerikanskan Aleksandra Magdziak Lopes i en WBC-titelmatch den 8 november 2014 tog Laurén WBC-titeln i superweltervikt. Den 6 juni 2015 besegrade hon Victoria Cisneros i Stockholm och tog då även UBF-bältet.
Hon har även varit mästare hos organisationerna UBO och WIBA.
Sommaren 2018 slutade hon med proffsboxning. Hon anmälde dock i mars 2019 att hon återupptar karriären genom en match den 13 april i Québec mot kanadensiskan Marie-Eve Dicaire, en match hon förlorade på poäng över tio ronder.
Den 5 februari 2024 meddelade Laurén att hon gör comeback i boxningsringen.